# Juicio de valor
El juicio de valor es un análisis basado en un conjunto particular de creencias, formas de vida o de valores. También puede ser definido como un sistema de valores específicos y con su consiguiente de la situación particular. 
Versa sobre lo correcto o errado de algo, o su utilidad sobre la base de una comparación u otra cuestión relativa. Por esto, no es válido para discutir cuestiones de existencia u otras cualidades del mundo físico sino para describir intereses y puntos de vista estrictamente personales. O también para dar opinión propia con respecto a los valores morales que son los parámetros.
También se entiende por juicio de valor una evaluación apresurada o basada en información limitada que se tiene a la mano. Este sentido sólo se aplica cuando la situación obliga a utilizar gustos o apreciaciones personales en vez de la mayor cantidad o mejor calidad de información disponible.